# Wapendiploma

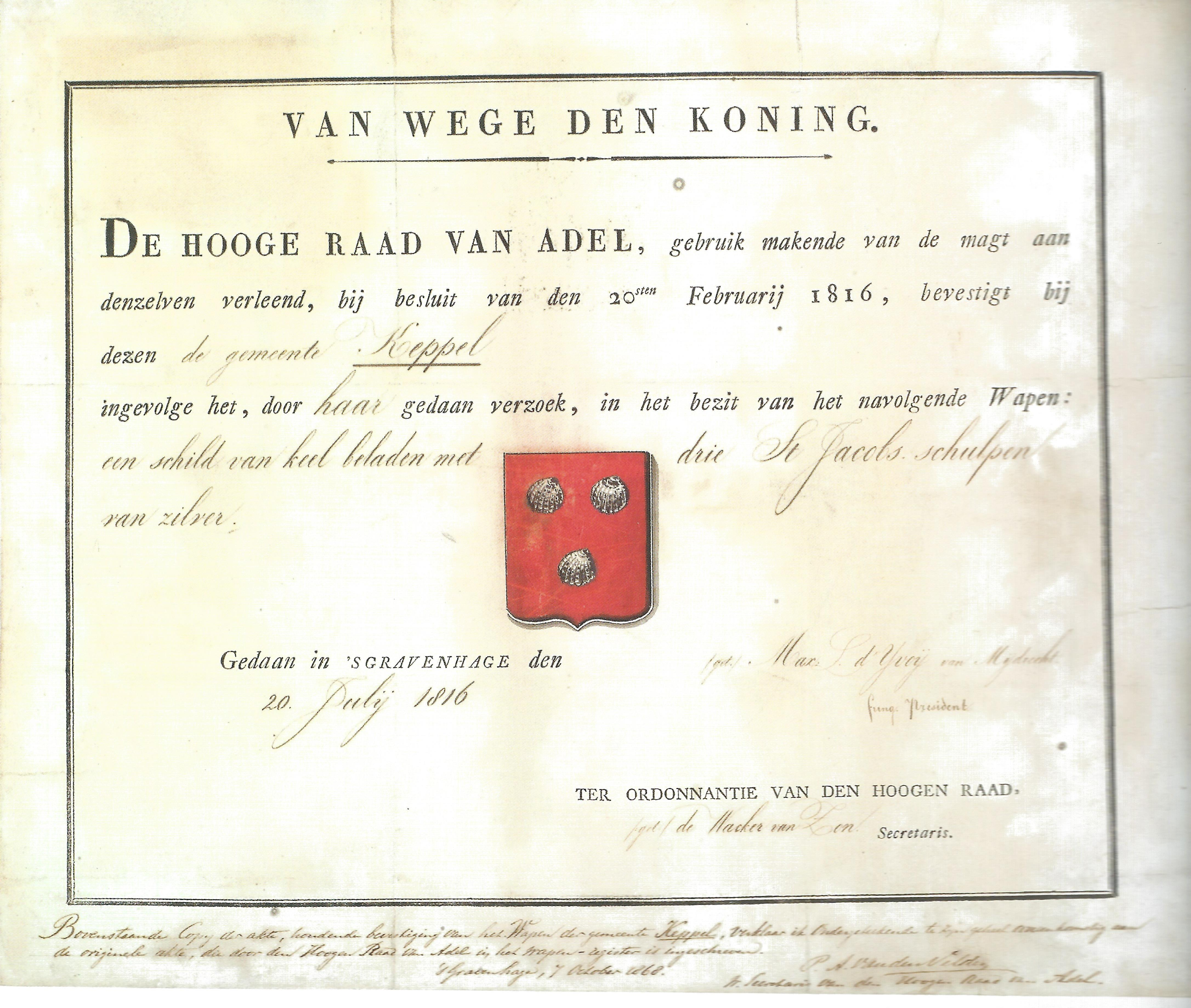
Wapendiploma van het wapen van Keppel uit 1816

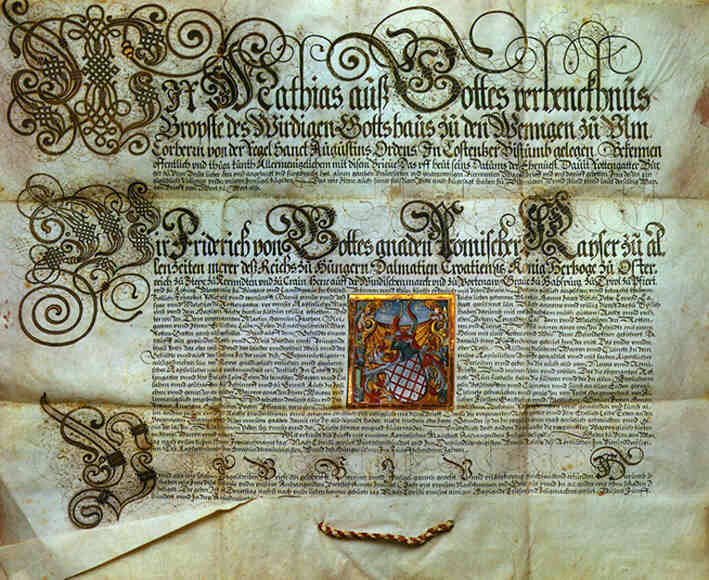
Wapenbrief voor de familie Rottengatter afgegeven door Frederik III op 21 juni 1473

Een wapendiploma, wapenbrief, certificaat of wapenattest is een getuigschrift ter bevestiging dat iemand het recht heeft een bepaald wapen te voeren. Het wordt opgemaakt door een heraut, een wapenkoning of een met de registratie van wapens belast instituut zoals de Nederlandse Hoge Raad van Adel, de Vlaamse Heraldische Raad en de Belgische Raad van Adel. Het wordt afgegeven aan adellijke en niet-adellijke personen en publiek- en privaatrechtelijke lichamen. Het bevat de afbeelding van het te voeren wapen.
Het onderscheid tussen een wapenbrief en een adelsbrief is dat de eerste niet noodzakelijkerwijs voor edelen bestemd is. Een wapenbrief kan ook vorm en gebruik van een oud familiewapen bevestigen waar een adelsdiploma nieuwe rechten, en vaak een nieuw wapen, vastlegt.

## Achtergrond
De vroegst bekende diploma's stammen uit het begin van de 13e eeuw. Sinds halverwege de 14e eeuw is het een gewoonte om de afbeelding van het wapen in het midden af te beelden. Aanvankelijk verleenden vorsten delen van hun eigen wapen, later werden ook nieuwe wapens aan families verleend. Uiteindelijk ontstond de opvatting dat iedereen uit vrije keuze een wapen kon aannemen, maar dat wapens die bevestigd werden door een vorstelijke autoriteit echte wapens waren. Door de uitgave van wapenbrieven konden vorsten wapenbelasting heffen op het voeren van wapens. Voor de vorsten bleek dit een goede bron van inkomsten, waardoor zij deze opvatting ondersteunden. Volkomen nieuwe wapens worden vanaf de 15e eeuw verleend. Wapendiploma's zijn niet veel veranderd. In Nederland en Duitsland staat het wapen in het midden; in Frankrijk en Engeland aan de rand. De tekst was oorspronkelijk eenvoudig. Later werden er nietszeggende fraaie zinnen aan toegevoegd, en ook wel valse mededelingen over de afkomst van de familie. Wapenbrieven waren tot in de 19e eeuw schitterend verluchte handgeschreven teksten. In de 19e eeuw doken ook voorgedrukte formulieren op. Tegenwoordig worden ze nog verstrekt door monarchieën, grootmeesters van ridderorden en een aantal republieken, zoals San Marino en Zuid-Afrika. In Nederland onder anderen door de Hoge Raad van Adel.
adelaar · Agnus Dei · alliantiewapen · andreaskruis · ankerkruis · armoriaal · baldakijn · barensteel · bezant · Bourgondisch kruis · brisure · cartouche · centaur · cordelière · dekkleed · dorpsvlag · dorpswapen· drieberg · dubbelkoppige adelaar · dwarsbalk · fleur de lis · fleuron · Friese adelaar · gaande leeuw · gecarteleerd · Gelderse leeuw · gepaald · gravenkroon · groot wapen · griffioen · hartschild · helmkroon · helmteken · heraldische kleur · herautstuk · hermelijn · hoed · Hollandse tuin · huismerk · Jeruzalemkruis · karbonkel · keizerskroon · keper · koek · kromstaf · kroon · krukkenkruis · kwartier · kwartileren · kwartierzoom · leeuw · markiezenkroon · merlet · molenijzer · motto · muurkroon · nassaublauw · natuurlijke kleur · Nederlandse leeuw · Nederlandse Maagd · ombrellino · ordeketen · palen · pentagram · pijlenbundel · raadselwapen · raaf · respectant · riddertoernooi · rijksbanier · rijkskleuren · rijksstandaard · rijkswapen · roos · Rudolfinische keizerskroon · Saksenros · Saladins Adelaar · scharlakenrood · schildhoofd · schildhouder · schildvoet · schildzoom · schoof · schuinbalk · schuinstreep sinister · sinister · sleutels van Petrus · socialistische heraldiek · sprekend wapen · stadskleuren · standaard · stedenmaagd · ster · tinctuur · vair · vermeerdering · vlag · vorstenhoed · vrijheidshoed · vrijkwartier · vrouwenwapen · wapen · wapenbelasting · Wapenboek Beyeren · Wapenboek Gelre · wapenbord · wapendiploma · wapendier · wapenkast · wapenkoning · wapenmantel · wapenrecht · wapenrol · wapenstier · wapentent · wassende en afnemende maan · Waterlandse zwaan · Westfriese boomwapens · wildeman · wolfsangel · wrong